# Opéra tchèque
L'opéra tchèque est un des volets lyriques de l'Europe et une des composantes de la musique tchèque. Apparu au XVIIe siècle dans ce qui était alors la Bohême, le genre est alors dominé exclusivement par les ouvrages et les compositeurs italiens, qui posent les bases d'un art lyrique qui éclot dans les siècles qui suivent. A la fin du XIXe siècle, Bedřich Smetana est le premier compositeur à définir un opéra national tchèque, dont la scène principale est située à Prague, et Antonín Dvořák offre au genre sa légitimité dans le paysage culturel européen.

## Historique

### XVIIesiècleetXVIIIesiècle: apparition de la scène lyrique
Les premières occurrences du genre de l'opéra dans le domaine de la Tchéquie, apparu au tout début du XVIIe siècle en Italie, voient le jour dans la Bohême peu après, principalement sous la forme d'œuvres italiennes importées. D'abord montées pour l'élite aristocratique, par exemple à l'occasion du Carnaval de Prague de 1617, en l'honneur de Matthias Ier de Habsbourg, où est représenté un grand spectacle de musique, de théâtre et de déclamation. Par la suite, d'autres spectacles ainsi associées à de l'opéra sont montées lors de grandes fêtes mettant à l'honneur les suzerains de l'époque. La première troupe d'artistes lyriques, provenant de Mantoue, amènent avec eux les prémices d'une culture lyrique embryonnaire. Evénement marquant de cette conquête en cours, c'est la représentation d'un opéra de Antonio Draghi, Pazienza di Socrate, montée dans la région en 1660. Les compositeurs et artistes italiens s'installent dans les grandes villes de la région, à Prague notamment, mais pas seulement, dans toutes les cours de province, offrant des spectacles similaires, comme le démontre le théâtre baroque de Litomyšl. Plusieurs opéras italiens de l'époque empruntent leur sujet à l'histoire tchèque, comme Premislao, primo re di Bohemia, de Tomaso Albinoni.
Témoignant de l'émergence de la scène lyrique tchèque, la représentation du grand spectacle de l'Autrichien Johann Joseph Fux, Costanza e fortezza, est donnée en 1723 à l’occasion du couronnement du roi de Bohême Charles VI. Dans les décennies 1720 et 1730, des centaines d'ouvrages sont montées dans les théâtres des cours du pays, et František Antonín Špork fait représenter plus de cinquante-cinq opéras dans son château de Prague. Le Théâtre Vkotcích du quartier Saint-Gall de Prague, entièrement dédié aux œuvres scéniques chantées, est également le lieu de représentations de nombreux ouvrages ; il est dirigé par Christoph Willibald Gluck de 1749 à 1752. Bien que le genre demeure italien, dominant par ailleurs toutes les scènes lyriques européennes à l'exception de la France et de sa tragédie lyrique, cet engouement est le terreau fertile du futur art lyrique national tchèque. Cependant, poussées par la tradition des maîtres de chapelle germaniques, les compositeurs tchèques entretiennent l'idée d'écrire des ouvrages pour la langue nationale. Une tentative isolée a lieu en 1730 lorsque František Václav Mča compose un opéra en tchèque traduit de l'italien, Les Origines de Jaromeric en Moravie. Les quelques opéras écrits par des compositeurs tchèques sont eux non seulement rédigés en italien mais suivent également la méthode et le modèle des musiciens transalpin. Par ailleurs, un nouveau théâtre à Prague, le Théâtre des États inauguré en 1783, s'est fait alors connaître pour avoir joué avec grand succès les opéras de Mozart en 1787 : Les Noces de Figaro et Don Giovanni (sa création mondiale).

### XIXesiècle: nouveau paradigme

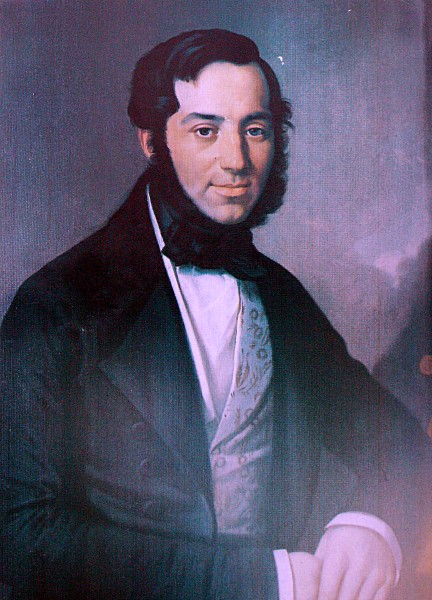
František Škroup (1801-1862)

Le monopole italien s'arrête dans la première décennie du siècle avec la dissolution en 1807 de la troupe lyrique italienne du Théâtre des Etats, remplacée par une autre germanique, avec notamment Carl Maria von Weber à sa tête entre 1813 et 1816, programmant notamment de nombreux opéras français. Grâce à l'évolution de la culture nationale tchèque, néanmoins toujours dans la Monarchie de Habsbourg, un premier opéra totalement tchèque, sur un livret dans la langue du peuple, est écrit en 1826 par František Škroup, l'opéra-comique Dráteník, qui obtient un certain succès bien que le goût du public éduqué à l'opéra italien ne permette pas à cet ouvrage et aux suivants du compositeur d'imposer une esthétique durable. Par ailleurs, l'allemand est devenu à cette période la langue pratiquée dans les milieux intellectuels, ayant supplanté le tchèque.
Par la suite, avec la volonté de créer un art national, porté notamment par les poètes et les littéraires, la langue nationale reprend du crédit dans la population. Des questions sont posées sur une culture commune en parallèle d'un retour des élites tchèques sur le premier plan de la vie politique, tout en étant accréditée par une population provinciale devenue progressivement citadins, notamment à Prague, demandeuse d'un théâtre lyrique en langue nationale.

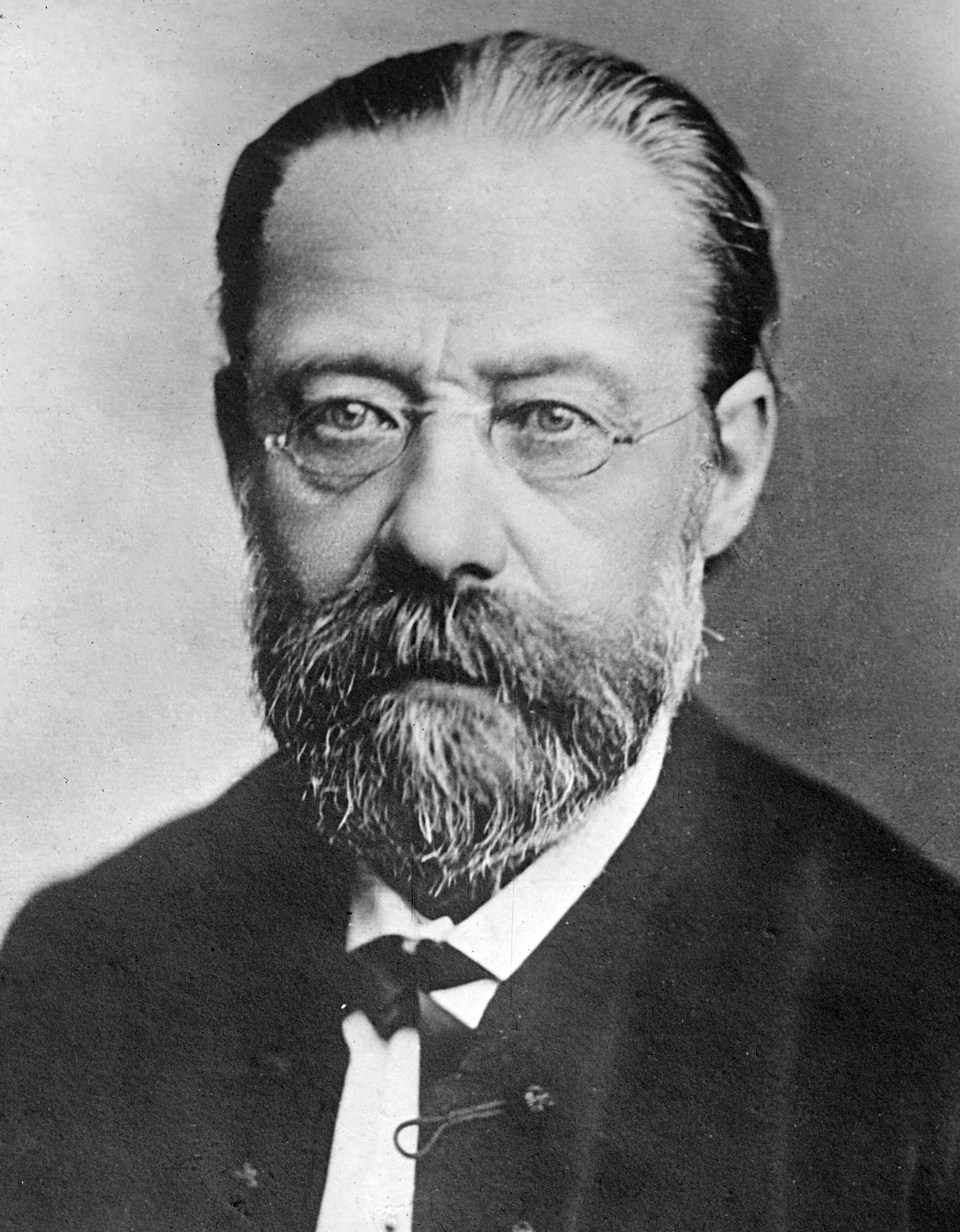
Bedřich Smetana

Bedřich Smetana, père de la musique tchèque, joue un rôle important dans ce nouvel élan et participe à créer un répertoire national. D'abord directeur du Théâtre provisoire de Prague entre 1866 et 1874, il contribue à hauteur de huit opéras entre 1862 et 1884, dont plusieurs mettent en valeur le patrimoine historique du pays comme son premier opéra et succès concordant Les Brandebourgeois en Bohême, ouvertement antigermanique, mais dont le plus connu est La Fiancée vendue, créé en 1866. Le compositeur revendique un style national dégagé de l'obligation de citer des chants populaires, comme le soutient à l'inverse les partisans de l'austroslavisme. Il réussit son pari avec La Fiancée, qui bénéficie d'un soutien du public dans lequel il se reconnaît malgré tout et cumule près de 400 représentations jusqu'en 1900, et s'exporte à l'étranger, au point de définir une personnalité « tchèque » de l'opéra national.

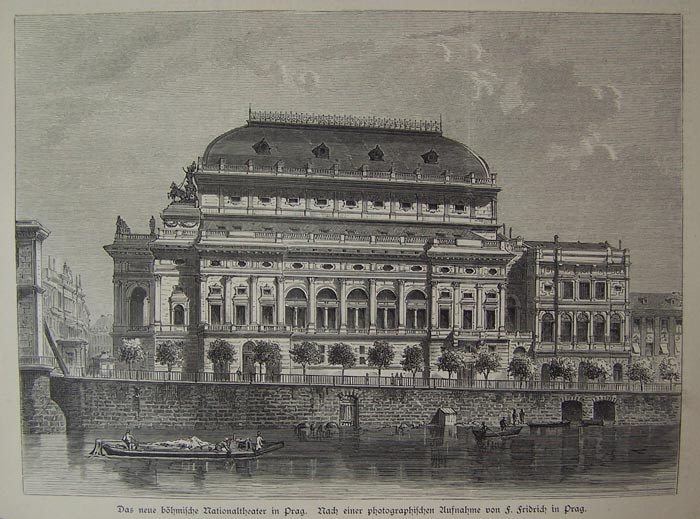
Le Théâtre national de Prague en 1881.

Le Théâtre national à Prague, construit dans les années 1870 et inauguré en 1881, permet de démocratiser l'art national. Associé à cette salle, le chef d'orchestre Václav Talich, directeur de l'établissement entre 1935 et 1941, également à la tête de l'Orchestre philharmonique tchèque à partir de 1917, contribue également à faire évoluer les goûts du public et nourrir les scènes nationales d'opéras locaux.
La fin du XIXe siècle voit l'héritage de ce compositeur fleurir avec plusieurs compositeurs d'opéras, tels que Vilém Blodek, Zdeněk Fibich avec notamment Šárka en 1897, Josef Bohuslav Foerster et Eva la même année, ainsi que Karel Bendl, mais tous avec un succès relativement mitigé.
En parallèle de l'apport de Bedřich Smetana, l'importante œuvre lyrique de Antonín Dvořák représente un pan majeur de l'opéra tchèque. De ses dix opéras, l'aspect historique est prédominant comme avec Dimitrij, créé en 1882 dans le tout nouveau Théâtre national, mais le plus connu de ses ouvrages est Rusalka, de 1901, qui rassemble des composantes folkloriques et des airs populaires. L'apport de ce compositeur marque la fin d'un renouveau de la musique tchèque et assoit la légitimité de l'opéra tchèque.

### XXesiècle

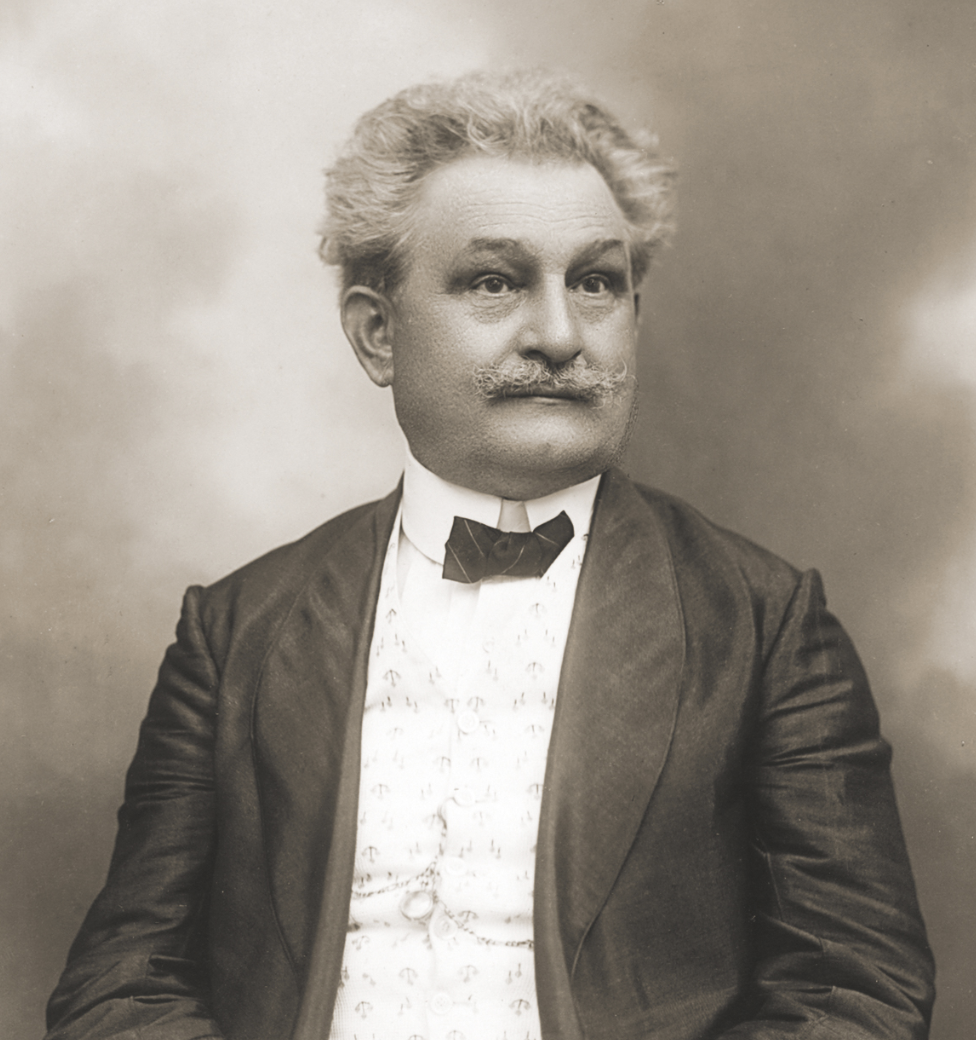
Leoš Janáček (1854-1928) en 1914.

Les nouveaux courants musicaux qui naissent au tournant du siècle, tels que le vérisme, accompagnent l'évolution de l'opéra tchèque. Ceux-ci permettent de s'éloigner du wagnérisme et font émerger des compositeurs de premier plan comme Leoš Janáček, qui se fait connaître à cinquante ans avec Jenůfa en 1904. Porteur d'une nouvelle esthétique acoustique et donc musicale mettant en valeur le langage parlé en musique, l'accordant avec l'expression du langage naturel. Ces recherches novatrices ont contribué à s'écarter de l'héritage d'Antonin Dvorak comme l'atteste le peu de succès qu'obtient comparativement l'élève de ce dernier, Vítězslav Novák, au début du siècle. Cependant, l'enthousiasme de Leoš Janáček dans la recherche musicale moderne le tient hors du portée du succès auprès du public, jusqu'en 1916 où Jenufa est représenté au Théâtre national.
En parallèle, la curiosité de Bohuslav Martinů pour les références étrangères pousse ce compositeur à s'expatrier en France et aux États-Unis, le faisant ainsi découvrir les spécificités musicales de ces pays, en particulier les nouveautés technologiques et populaires des années 1930 et 1940, comme la radio et le jazz. Avec des ouvrages tels que Juliette ou la Clé des songes, Bohuslav Martinů marque l'opéra tchèque par l'ampleur de son répertoire et de ses influences et genres auxquels il s'essaie, bien qu'un seul de ses opéras, Juliette, soit représenté au Théâtre national. Plusieurs compositeurs coexistent avec ces figures — comme Alois Hába avec Matka en 1931 — dont les nombreux ouvrages de l'entre-deux-guerres représentent une part importante de la musique tchèque de cette période.